# Crioulo (cheval)
Pour les articles homonymes, voir Crioulo.
Le Crioulo (portugais : Crioulo brasileiro) est la variété de chevaux Criollo propre au Brésil. Plus proche du Barbe, il présente un profil convexe et une croupe inclinée. Il est surtout monté en équitation de travail.

## Histoire
Il constitue la variété brésilienne des chevaux Criollo d'Amérique du Sud,. 

### Dénomination
Bonnie Lou Hendricks, de l'Université de l'Oklahoma, cite le nom « Nordestin » (Northeastern / Nordestino) comme une autre dénomination pour la race Crioulo (2007), de même que le guide Delachaux (2014), dont l'auteur a probablement recopié Hendricks. Cependant, CAB International et la base de données DAD-IS distinguent bien le Crioulo du Nordestin. De plus, les régions d'élevage ne sont pas les mêmes.

## Description

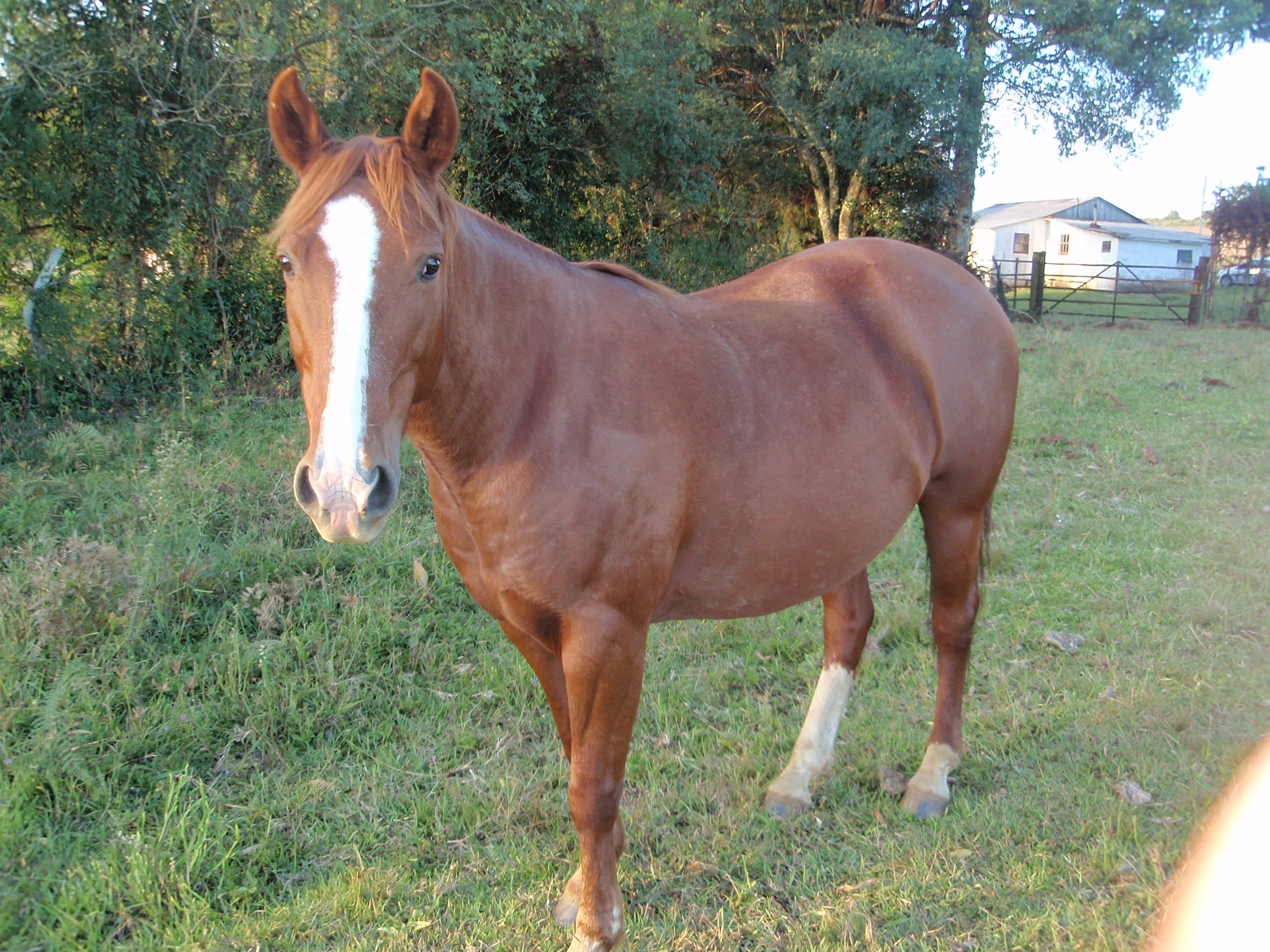
Crioulo alezan

Le guide Delachaux indique une taille moyenne de 1,42 m chez les juments et 1,43 m. Par comparaison aux autres variétés de Criollo, il est réputé plus léger et morphologiquement plus proche du Barbe. La tête, courte, présente un profil convexe. La croupe est légèrement inclinée.
La robe la plus fréquente est le bai, souvent avec des marques primitives.
La sélection de la race est assurée par la Crioulo Horse Brazilian Breeders Association.
Le Crioulo a fait l'objet d'une étude visant à déterminer la présence de la mutation du gène DMRT3 à l'origine des allures supplémentaire : l'étude de 21 sujets a permis de détecter la présence de cette mutation chez 2,4 % d'entre eux, et de confirmer l’existence de chevaux avec des allures supplémentaires parmi la race. 

## Utilisations
Ces chevaux sont utilisés sous la selle, en particulier pour le travail du bétail.

## Diffusion de l'élevage
La race est localisée dans le sud du Brésil, ainsi que dans le centre-ouest. Elle est numériquement très nombreuse, 68 000 sujets ayant été recensés en 1991. L'étude menée par l'Université d'Uppsala, publiée en août 2010 pour la FAO, signale le Crioulo comme race locale d'Amérique du Sud qui n'est pas menacée d'extinction.